# Hochstaufen
Le Hochstaufen est un sommet des Alpes, à 1 771 m d'altitude, dans les Alpes de Chiemgau, en Allemagne (Bavière).

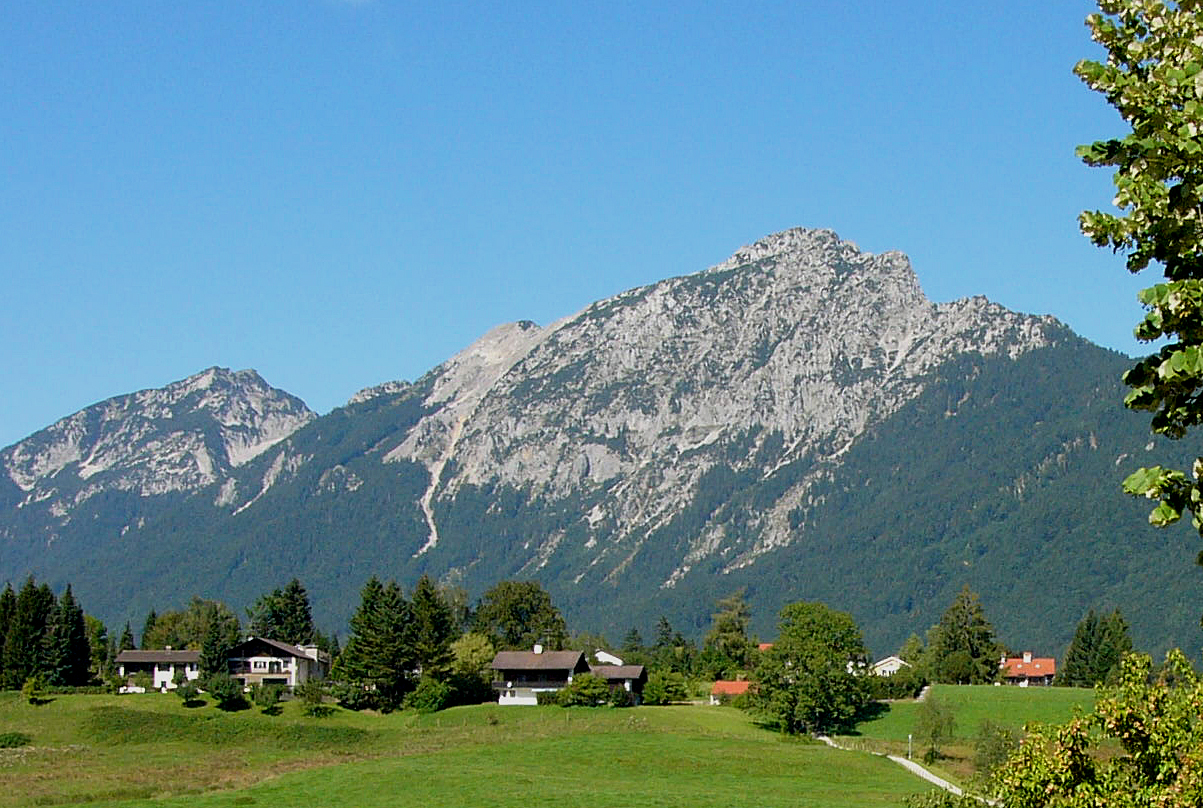
Le Hochstaufen vu depuis Bayerisch Gmain